# Basilique de l'Immaculée-Conception-de-Marie d'El Viejo
Pour les articles homonymes, voir basilique de l’Immaculée-Conception.
La basilique de l’Immaculée-Conception-de-Marie d’El Viejo est une église située à El Viejo au Nicaragua, à laquelle l’Église catholique donne les statuts de basilique mineure et de sanctuaire national. Elle est rattachée au diocèse de León en Nicaragua, et est dédiée à l’Immaculée Conception.

## Historique
Le sanctuaire héberge une statue de la Vierge d’une cinquantaine de centimètres de hauteur, donnée par sainte Thérèse d’Avila à son frère Diego, et amenée par lui en Amérique, avant de terminer en 1626 dans les mains des frères franciscains d’El Viejo. L’édifice a été construit au XVIIe siècle dans un style colonial espagnol ; les fonts baptismaux datent environ de 1560.
L’église est reconnue sanctuaire national par la Conférence épiscopale du Nicaragua le 8 octobre 1995. Le décret pour en faire une basilique mineure est signé par le pape Jean-Paul II le 20 décembre 1995, et est confirmé peu de temps après pendant sa deuxième visite au Nicaragua, le 7 février 1996,. La statue est reconnue patronne du Nicaragua le 13 mai 2001.